# Deutsche Allgemeine Zeitung (Казахстан)
Deutsche Allgemeine Zeitung (Немецкая общая газета) — еженедельная газета Казахстана, выходящая на немецком и русском языках.
Решение о создании немецкоязычной газеты формата «Правды» было принято на заседании Бюро ЦК КП Казахстана в октябре 1965 года. Она издавалась с 1 января 1966 года в Целинограде под названием Freundschaft («Дружба»). Сначала выходила один раз в неделю, потом ежедневно кроме воскресенья.
Первый главный редактор — Алексей Борисович Дебольский (Шмелёв) (13 января 1916, Харьков — 19 июля 1997, Акмола), по отцу — немец, после войны работал в газете советской военной администрации в Берлине «Tägliche Rundschau». Он собрал коллектив из приблизительно 40 человек со всего Советского Союза (формирование редакции проходило в октябре-ноябре 1965 года).
Начиная с 1970-х годов, тираж газеты составлял от 25 до 28 тысяч экземпляров. С 1977 года главным редактором работал Леонид Львович Вайдман.
В феврале 1987 года газета «Freundschaft» была переведена в Алма-Ату, а в 1988-м на пост главного редактора был утвержден публицист Константин Владимирович Эрлих (род. 24.03.1948). При нём в мае 1988 г. стартовали рубрики «В ногу с перестройкой», «История советских (российских) немцев», «Наши традиции и обычаи», «Наша народная песня». Эрлих руководил редакцией до 1997 года, когда уехал в Гамбург.
С января 1992 года газета издаётся под названием Deutsche Allgemeine Zeitung (Немецкая общая газета). В настоящее время это еженедельник. Тираж в 2024 году — 1000 экземпляров. Учредителем является Общественный фонд "Ассоциация немцев Казахстана «Возрождение»". Газета финансируется из бюджета Республики Казахстан.
В 2016 году в честь 50-летия, коллективу редакции была объявлена Благодарность Президента:
О присуждении премий, вручении грантов и объявлении Благодарности Президента Республики Казахстан в области средств массовой информации. 24 июня 2016 года. Объявить Благодарность Президента Республики Казахстан в области средств массовой информации творческому коллективу газеты «Дойче Альгемайне Цайтунг» за вклад в укрепление общественного согласия, освещение реализации государственной политики по обеспечению общенационального единства.
В разное время в газете работали:
- Рудольф Фридрихович Жакмьен (1908–1992);
- Бендер Ида Доминиковна (18 июня 1922 - 12 ноября 2012), дочь писателя Доминика Гольмана;
- Виктор Хердт (25.9.1949 – 27.10.2023);
- Артур Герман (1920-2012) – прозаик, очеркист, эссеист, лауреат премии Союза журналистов Казахстана, дядя певицы Анны Герман;
- Татьяна Васильевна Костина;